# Farrah Mackenzie
Farrah Mackenzie (Los Ángeles, 29 de octubre de 2005) es una actriz estadounidense, reconocida principalmente por sus papeles en las series Utopia y United States of Al.

## Biografía
Mackenzie nació el 29 de octubre de 2005 en Los Ángeles,en el seno de una familia dedicada a la actuación. Es hija de los actores Angela Little y Andy Mackenzie, y nieta del director de televisión Will Mackenzie.
Tras aparecer en algunos papeles menores en cine y televisión, interpretó el rol de Stella Parton en los telefilmes Dolly Parton's Coat of Many Colors y Dolly Parton's Christmas of Many Colors: Circle of Love, en 2015 y 2016 respectivamente.En 2017 apareció en los filmes Logan Lucky y Please Stand By,y en 2020 interpretó el papel de Alice en ocho episodios del seriado Utopia, junto con John Cusack y Rainn Wilson.
Entre 2021 y 2022, interpretó a Hazel en la serie United States of Al, producida por Chuck Lorre. En 2023 actuó en como Rose Sandford en el filme de suspenso Dejar el mundo atrás, junto con Julia Roberts, Mahershala Ali, Ethan Hawke y Myha'la Herrold.

## Filmografía

### Cine
| Año  | Título                                                  | Papel          | Notas        |
| ---- | ------------------------------------------------------- | -------------- | ------------ |
| 2014 | Sitter Cam                                              | Chloe Kessler  | Telefilme    |
| 2015 | Dolly Parton's Coat of Many Colors                      | Stella Parton  | Telefilme    |
| 2016 | Dolly Parton's Christmas of Many Colors: Circle of Love | Stella Parton  | Telefilme    |
| 2016 | Selling Isobel                                          | Olivia         | Largometraje |
| 2017 | You Get Me                                              | Tiffany        | Largometraje |
| 2017 | Logan Lucky                                             | Sadie Logan    | Largometraje |
| 2017 | Please Stand By                                         | Wendy          | Largometraje |
| 2018 | Lawless Range                                           | Emily Donnelly | Largometraje |
| 2018 | Ascension                                               | Chloe          | Largometraje |
| 2023 | Dejar el mundo atrás                                    | Rose Sandford  | Largometraje |

### Televisión
| Año       | Título              | Papel    | Notas        |
| --------- | ------------------- | -------- | ------------ |
| 2014      | Workaholics         |          | 1 episodio   |
| 2014      | Comedy Bang! Bang!  | Milkmina | 1 episodio   |
| 2016      | Stuck in the Middle |          | 1 episodio   |
| 2020      | Utopia              | Alice    | 8 episodios  |
| 2021-2022 | United States of Al | Hazel    | 29 episodios |